# Avro Type D
El Avro Type D fue un avión construido en 1911 por el pionero diseñador aeronáutico británico A. V. Roe. Roe había construido y volado previamente varios aviones en Brooklands, siendo la mayoría triplanos de disposición tractora. El Type D fue su primer biplano.

## Diseño y desarrollo
El Type D fue el primer diseño de biplano de A. V. Roe. Como su anterior avión, el Roe IV Triplane, era un avión de configuración tractora y tenía un fuselaje de fresno de sección triangular, dividido en dos mitades atornilladas juntas por detrás de la cabina para facilitar el transporte. Las alas de gran alargamiento estaban arriostradas en una disposición irregular de tres vanos, incrementándose el intervalo entre los pares de soportes interplanares desde la sección central hacia fuera. El control lateral se realizaba mediante la deformación alar. El ala fue montada directamente al larguerillo inferior del fuselaje, por delante del cual estaba el motor refrigerado por agua Green C.4 de 26 kW (35 hp), con el radiador montado en horizontal por detrás, en la dirección del movimiento, bajo el ala superior, entre el fuselaje y la misma. Detrás de él, una pequeña brazola protegía al pasajero, con el piloto sentado más atrás. El empenaje era similar al del Roe IV, con un timón en forma de D montado bajo, detrás de una pequeña aleta fija rectangular y una gran cola triangular que llevaba elevadores con forma de D. El tren de aterrizaje tenía dos patines que se proyectaban hacia delante, montando cada uno un par de ruedas en un eje corto.

## Historia operacional
El Type D voló por primera vez en Brooklands el 1 de abril de 1911, pilotado no por Roe, sino por C. H. Pixton, que informó que era fácil y agradable de volar. Esta apreciación fue confirmada unos pocos días más tarde cuando el teniente Wilfred Parke tuvo éxito al volarlo la distancia de los Brooklands en su primer intento de pilotar un avión. El 12 de mayo, Pixton voló el avión hasta Hendon para realizar una demostración del mismo ante el Comité Parlamentario de Defensa Aérea. Durante esta ocasión, C. R. Samson voló como pasajero, y A. V. Roe realizó su primer vuelo en solitario en el avión. Después de que Pixton hubiera realizado una serie de vuelos, en junio el avión fue vendido por 700 libras al comandante Oliver Schwann del portadirigibles naval Hermione. Fue enviado por tren a Barrow-in-Furness, donde Schwann lo convirtió en un hidroavión de flotadores.
El segundo ejemplar fue una versión modificada, pensada para competir en la Carrera del Circuito de Bretaña del Daily Mail de 10 000 libras. Como en los aviones posteriores, el fuselaje fue alargado 60 cm. El único radiador central fue reemplazado por un par de paneles montados verticalmente a lo largo de cada lado del fuselaje, y las alas inferiores fueron reducidas en envergadura, siendo arriostrado el panel sobresaliente por un par de soportes diagonales a cada lado. Estaba propulsado por un E.N.V. Type F de 45 kW (60 hp). Fue volado por R. C. Kemp, que iba a participar en la carrera. Demostró ser rápido, pero el motor tendía a sobrecalentarse y el régimen de ascenso era pobre cuando estaba cargado. Sin la aprobación de Roe, las alas inferiores fueron equipadas con extensiones, devolviéndolas a la configuración original. Mientras realizaba un corto vuelo de pruebas la mañana de la carrera, Kemp estaba ejecutando un picado bastante pronunciado cuando la extensión alar izquierda falló. El avión entró en barrena desde 46 m (150 pies): el avión resultó destruido, pero Kemp salió ileso.

### Desarrollo con flotadores
El comandante Schwann recubrió la sección trasera del fuselaje, modificó la cola, movió el radiador a una posición horizontal sobre la sección central alar y se montaron una serie de flotadores experimentales en los patines. Las pruebas de carreteo se llevaron a cabo en el Puerto de Cavendish, usando flotadores estrechos de fondo plano. El 18 de noviembre de 1911, volado por el comandante Schwann, se convirtió en el primer hidroavión de flotadores en despegar desde aguas marítimas británicas. Fue reconstruido en 1912 como Royal Aircraft Factory H.R.E.3, y más tarde fue volado como avión terrestre en 1913.

## Variantes
Avro Type D
Avión experimental con motor Green C.4, convertido a hidroavión de flotadores.
Royal Aircraft Factory H.R.E.3
Reconstrucción del Type D de 1912.

## Operadores
Reino Unido
- Real Servicio Aéreo Naval

## Especificaciones
Referencia datos: BTS

### Características generales
- Tripulación: Uno (piloto)
- Capacidad: Un pasajero
- Longitud: 8,5 m (28 ft)
- Envergadura: 9,5 m (31 ft)
- Altura: 2,8 m (9,2 ft)
- Superficie alar: 29 m² (312,2 ft²)
- Peso cargado: 227 kg (500,3 lb)
- Planta motriz: 1× motor lineal de cuatro cilindros refrigerado por agua Green C.4.
  - Potencia: 26 kW (36 HP; 35 CV)
- Hélices: Bipala de madera de paso fijo

### Rendimiento
- Velocidad máxima operativa (Vno): 79 km/h (49 MPH; 43 kt)

## Aeronaves relacionadas

### Secuencias de designación
- Secuencia Alfabética (interna de Avro): Type D - Type E - Type Es - Type F →
- Secuencia R.E._ (interna de Royal Aircraft Factory (Reconnaissance Experimental)): R.E.1 - R.E.2 - H.R.E.2 - H.R.E.3 - R.E.5 - R.E.7 - R.E.8 →